# Michel Denis (psychologue)
Pour les articles homonymes, voir Denis et Michel Denis.
Michel Denis, né le 15 avril 1943 à Paris, est un psychologue français, chercheur au CNRS (directeur de recherche émérite en 2008, directeur de recherche honoraire depuis 2018).
Passionné d'histoire du cinéma, il est l'auteur d'un essai sur Buster Keaton paru en 1971 dans la collection Anthologie du cinéma. Il a également publié des travaux sur la musique de film à l'époque du cinéma muet, sur le quartier de Belleville comme lieu de tournage de films, sur la vie et la carrière de l'actrice Nadia Sibirskaïa.

## Aperçu biographique
Ancien élève du lycée Jacques-Decour, Michel Denis, après une formation en psychologie à la Sorbonne, entre au CNRS en 1968. Ses travaux portent sur le rôle de l'image mentale dans la cognition humaine et plus spécialement sur la construction d'images mentales à partir du langage,,. Ses intérêts s'étendent par la suite à la cognition spatiale, notamment au rôle de l'image et du langage dans l'élaboration des connaissances spatiales, ainsi qu'à la construction de systèmes d'aide verbale à la navigation,,.
Michel Denis, titulaire d'un doctorat de troisième cycle en 1974, soutient sa thèse d'État en 1987. En 1984, il rejoint le campus d'Orsay (Université Paris-Sud), comme membre du Centre d'études de psychologie cognitive (alors dirigé par Jean-François Le Ny). En 1992, il rejoint le Laboratoire d'informatique pour la mécanique et les sciences de l'ingénieur (LIMSI-CNRS), unité de recherche marquée par une forte ouverture pluridisciplinaire, afin d'y installer une équipe de chercheurs en psychologie cognitive appelés à travailler avec des chercheurs spécialistes des interactions homme-machine. Cette opération est menée avec le soutien du Programme Cognisciences, alors chargé du développement des sciences cognitives au sein des laboratoires du CNRS.
À Orsay, avec ses collègues du Service hospitalier Frédéric-Joliot, il mène les toutes premières études françaises sur l'imagerie mentale utilisant des techniques d'imagerie cérébrale fonctionnelle,. Il mène également des travaux utilisant la réalité virtuelle dans l'étude des processus responsables de la construction des connaissances spatiales.
Michel Denis est l'auteur d'environ 200 publications scientifiques dans des journaux et ouvrages internationaux. Il est l'initiateur, en 1986, de la série des European Workshops on Imagery and Cognition (EWIC), qui sont organisés régulièrement en Europe depuis cette date (tous les deux ans).
Michel Denis assure de nombreuses responsabilités en matière d'évaluation de la recherche : membre du Comité national de la recherche scientifique (1991-1995, 1996-2008), où il est notamment président de la Commission interdisciplinaire chargée du recrutement des chercheurs en sciences cognitives (2003-2008) ; président de plusieurs comités d'évaluation de l'Agence nationale de la recherche (ANR) (2007-2014) ; président d'un panel d'évaluation du Conseil européen de la recherche (European Research Council, ERC), "The Human Mind and its Complexity" (2008-2013).
De 1992 à 2008, il siège au Comité exécutif de l'Union internationale de psychologie scientifique (International Union of Psychological Science (en), IUPsyS), organisation dont il assure la présidence de 2000 à 2004 et dont il est depuis 2008 Honorary Life Member. Il siège au Bureau exécutif du Conseil international pour la science (International Council for Science, ICSU) de 2002 à 2008.
Président du Comité national français de psychologie scientifique (CNFPS) (2008-2016), il est également membre du Bureau du Comité français des unions scientifiques internationales (COFUSI) (2003-2013) et secrétaire général de ce comité (2013-2016).

## Distinctions
- Médaille de bronze du CNRS (1975).
- Chevalier de la Légion d'honneur (2011)[17].
- Docteur honoris causa de l'Université de La Laguna (Espagne) (2015)[18].
- Membre honoraire de la Société européenne de psychologie cognitive (European Society for Cognitive Psychology (en), ESCOP) (2016).
- Lauréat de l'Académie des sciences morales et politiques (Prix Dagnan-Bouveret 2017)[19].

## Ouvrages
- M. Denis, Représentation imagée et activité de mémorisation, Paris, Éditions du CNRS, 1975.  (ISBN 2-222-01859-5)
- M. Denis, Les images mentales, Paris, Presses universitaires de France, 1979.  (ISBN 2-13-035869-1)
- M. Denis, Image et cognition, Paris, Presses universitaires de France, 1989, 1re éd.  (ISBN 2-13-042250-0); 1994, 2de éd.  (ISBN 2-13-042250-0).
- M. Denis, Image and cognition, New York, Harvester Wheatsheaf, 1991.  (ISBN 0-7450-0863-1)
- R. H. Logie & M. Denis (Eds.), Mental images in human cognition, Amsterdam, North-Holland, 1991.  (ISBN 0-444-88894-2)
- M. De Vega, M. J. Intons-Peterson, P. N. Johnson-Laird, M. Denis & M. Marschark, Models of visuospatial cognition, New York, Oxford University Press, 1996.  (ISBN 0-19-510084-0 et 0-19-510085-9)
- M. Denis (Ed.), Langage et cognition spatiale, Paris, Masson, 1997.  (ISBN 2-225-85513-7)
- M. Denis, R. H. Logie, C. Cornoldi, M. de Vega & J. Engelkamp (Eds.), Imagery, language, and visuo-spatial thinking, Hove (G.-B.), Psychology Press, 2001.  (ISBN 1-84169-236-0)
- M. Denis, E. Mellet & S. M. Kosslyn (Eds.), Neuroimaging of mental imagery, Hove (G.-B.), Psychology Press, 2004.  (ISBN 1-84169-973-X)
- K. Stewart Hornsby, C. Claramunt, M. Denis & G. Ligozat (Eds.), Spatial information theory, Berlin, Springer, 2009.  (ISBN 3-642-03831-X et 978-3-642-03831-0)
- M. Denis (Ed.), La psychologie cognitive, Paris, Éditions de la MSH, 2012.  (ISBN 978-2-7351-1509-9)
- M. Denis, Petit traité de l'espace: Un parcours pluridisciplinaire, Bruxelles, Mardaga, 2016.  (ISBN 978-2-8047-0322-6)
- M. Denis, Space and spatial cognition: A multidisciplinary perspective, Abingdon (G.-B.), Routledge, 2018.  (ISBN 978-1-138-09832-9)